# 1983年バレーボール男子アフリカ選手権
1983年バレーボール男子アフリカ選手権（1983 Men's African Nations Championship）は、1983年にエジプトのポートサイドで開催された、アフリカバレーボール連盟主催の第5回バレーボールアフリカ選手権男子大会。
出場国は7カ国。エジプトが2大会ぶり2回目の優勝を飾った。

## 最終結果
| 順位 | 国           |
| ---- | ------------ |
| 1    | エジプト     |
| 2    | チュニジア   |
| 3    | アルジェリア |
| 4    | カメルーン   |
| 5    | スーダン     |
| 6    | アンゴラ     |
| 7    | ジンバブエ   |